# Giovanni Invernizzi (football, 1963)
Pour les articles homonymes, voir Giovanni Invernizzi.
Giovanni Invernizzi, né le 22 août 1963, est un footballeur italien, qui évoluait au poste de milieu de terrain. Il joua principalement à Côme et à la Sampdoria.

## Palmarès
- Sampdoria
  - Vainqueur de la coupe des vainqueurs de coupe en 1990.
  - Champion d'Italie en 1991.
  - Vainqueur de la coupe d'Italie en 1994.
  - Vainqueur de la supercoupe d'Italie en 1991.
  - Finaliste de la ligue des champions en 1992.
  - Finaliste de la coupe d'Italie en 1991.
  - Finaliste de la supercoupe d'Italie en 1994.